# Vekao
Vekao er betegnelsen for et produkt med et meget lavt kakao- eller chokoladeindhold. Vekaoprodukter bruges og markedsføres normalt som erstatningsprodukter for chokolade- og kakaovarer med et langt større kakaoindhold. Det kan f.eks. være vekaopulver til kakaomælk som typisk indeholder 10-20% kakao.

## Producenter af vekao
- Kraft Foods
- Nestlé